# Chimmie Fadden
Chimmie Fadden és una pel·lícula muda escrita i dirigida per Cecil B. DeMille i protagonitzada per Victor Moore. Basada en el relat homònim d’Edward Waterman Townsend es va estrenar el 28 de juny de 1915. DeMille, juntament amb Jeanie MacPherson aprofitarien alguns elements de la pel·lícula per a "The Golden Chance" (1916). També rodaria una seqüela aquell mateix any: "Chimmie Fadden Out West" (1915).

## Argument
Chimmie Fadden és un noi irlandès, pobre però amable, que viu amb la seva mare i el seu germà Larry a Bowery. Un dia, Chimmie és detingut per barallar-se per protegir un periodista d'un pinxo. Aleshores Fanny Van Cortlandt, la filla d'un milionari en missió benèfica, que ha presenciat la baralla aconsegueix que sigui alliberat. Quan més tard Chimmie rescata Fanny d'un playboy els Van Cortlandt el contracten com a criat a la mansió de Long Island. Allà, Chimmie s'enamora d'Hortense, la minyona francesa.
Una nit, Chimmie descobreix que el seu germà Larry i el criat Antoine estan robant la vaixella de plata. Chimmie deixa inconscient Antoine i amaga Larry en una llar de foc quan Mr. Van Cortlandt entra a investigar. Fingint estar borratxo, Chimmie s'assumeix la culpa del soroll per lo que Larry pot escapar amb el boyí. L'endemà, Chimmie, a qui han acomiadat, troba Larry i li pren la bossa amb la plata per retornar-la però la policia l'arresta pensant que ell és el lladre. Aleshores Larry confessa gràcies a la insistència de la mare, Chimmie és alliberat i aconsegueix un petó d’Hortense.

## Repartiment
- Victor Moore (Chimmie Fadden)
- Camille Astor (Hortense, criada francesa)
- Raymond Hatton (Larry)
- Mrs. Lewis McCord (Mrs. Fadden)
- Ernest Joy (Van Cortlandt)
- Anita King (Fanny)
- Tom Forman (Antoine)
- Harry De Roy (Perkins)